# Loțu, Mureș
Loțu este o localitate componentă a orașului Sângeorgiu de Pădure din județul Mureș, Transilvania, România.